# Championnat d'Irlande de football 1975-1976
Navigation
Édition précédente Édition suivante
La saison 1975-1976 du Championnat d'Irlande de football est la 55e saison du championnat national. Ce championnat se compose d'une division, la League of Ireland. Le Bohemian Football Club est le tenant du titre après sa victoire de 1974-1975. 
Le Dundalk Football Club remporte le championnat. C'est son quatrième titre national. Il devance de quatre points le Finn Harps. Waterford United complète le podium.

## Les 14 clubs participants
- Athlone Town
- Bohemians FC
- Cork Celtic FC
- Cork Hibernians
- Drogheda United
- Dundalk FC
- Finn Harps
- Home Farm FC
- Limerick FC
- St. Patrick's Athletic FC
- Shamrock Rovers
- Shelbourne FC
- Sligo Rovers
- Waterford United

### Classement
| Rang | Équipe                    | Pts | J  | G  | N  | P  | Bp | Bc | Diff |
| ---- | ------------------------- | --- | -- | -- | -- | -- | -- | -- | ---- |
| 1    | Dundalk FC                | 40  | 26 | 15 | 10 | 1  | 54 | 26 | +28  |
| 2    | Finn Harps                | 36  | 26 | 15 | 6  | 7  | 57 | 35 | +22  |
| 3    | Waterford United          | 34  | 26 | 13 | 8  | 5  | 54 | 37 | +17  |
| 4    | Bohemian FC T'C'          | 32  | 26 | 10 | 12 | 4  | 44 | 25 | +19  |
| 5    | Cork Hibernians           | 31  | 26 | 11 | 9  | 6  | 37 | 24 | +13  |
| 6    | Drogheda United           | 28  | 26 | 11 | 6  | 9  | 42 | 45 | -3   |
| 7    | Athlone Town              | 28  | 26 | 12 | 4  | 10 | 40 | 49 | -9   |
| 8    | Cork Celtic               | 27  | 26 | 11 | 5  | 10 | 41 | 34 | +7   |
| 9    | Shelbourne FC             | 21  | 26 | 7  | 7  | 12 | 42 | 44 | -2   |
| 10   | Sligo Rovers              | 20  | 26 | 6  | 8  | 12 | 32 | 49 | -17  |
| 11   | St. Patrick's Athletic FC | 19  | 26 | 7  | 5  | 14 | 31 | 53 | -22  |
| 12   | Home Farm FC              | 17  | 26 | 4  | 9  | 13 | 35 | 54 | -19  |
| 13   | Limerick FC               | 16  | 26 | 6  | 4  | 16 | 37 | 49 | -12  |
| 14   | Shamrock Rovers           | 15  | 26 | 4  | 7  | 15 | 27 | 49 | -22  |

| Légende : Qualifications et relégations | Légende : Qualifications et relégations                                    |
| --------------------------------------- | -------------------------------------------------------------------------- |
|                                         | Champion d'Irlande et Coupe des clubs champions européens.                 |
|                                         | Coupe d'Europe des vainqueurs de coupe.                                    |
|                                         | Coupe UEFA.                                                                |
|                                         | T : Tenant du titre P : Promu C : Vainqueur de la Coupe d'Irlande 1975-176 |

## Source
- (en) Alex Graham, Football in the Republic of Ireland : a Statistical Record 1921–2005, Soccer Books Ltd, novembre 2005, 142 p. (ISBN 978-1862231351).